# Achias obliquus
Achias obliquus är en tvåvingeart som beskrevs av Mcalpine 1994. Achias obliquus ingår i släktet Achias och familjen bredmunsflugor. Inga underarter finns listade i Catalogue of Life.